# Росас, Мариано (касик)
Мариано Росас (при рождении — Пангитрус Гуор) (исп. Mariano Rosas; ок. 1825, Леувуко, Аргентина — 18 августа 1877, Леувуко, Аргентина) — верхоный касик (вождь) племенной конфедерации Ранкелес (1858—1877).

## Биография
Мариано Росас родился в провинции Ла-Пампа около 1825 года на берегу лагуны Леубуко, в 22 км к северу от Викторики и в 6 км к западу от нынешней провинциальной трассы 105, где находилось крупнейшее поселение аборигенов Ранкель с населением около 8000 человек. Второй сын вождя Пайна Гуорга («Голубого Лиса») и пленницы-креолки, имя которого не сохранилось.
В 1834 году, когда ему было около 9 лет, Пангитрус и другие индейские мальчики были взяты в плен недалеко от лагуны Лангело на северо-западе нынешней провинции Буэнос-Айрес, в 450 км к северо-востоку от Леубуко, в то время как отряды ранкелес совершали рейд на северной границе, в лагуне Мелинкуэ (расположенной на юге нынешней провинции Санта-Фе), и примерно в 30 лигах (150 км) к северо-востоку от Лангело.
Военные доставили закованных в кандалы детей в военный лагерь Сантос-Лугарес-де-Росас, расположенный примерно в 18 км к западу от Буэнос-Айреса. Вскоре после этого он привел их к губернатору Буэнос-Айреса Хуану Мануэлю де Росасу. Узнав, что Пангитрус был сыном известного вождя, Росас «крестил его, став его крестным отцом; „Он назвал его Мариано в купели, дал ему свою фамилию — Росас — и отправил его вместе с остальными в качестве рабочего на свою эстансию в Эль-Пино“, — сказал Лусио Викторио Мансилья, племянник Росаса.
Там, подвергаясь беспричинным ударам плетью и проявлениям привязанности, он научился читать и писать, а также стал искусным в выполнении сельскохозяйственных работ. „Никто не умеет так, как он, участвовать в бою быков, ловко скакать на канате или держать жеребенка на поводу“, — писал Лусио Мансилья.
За эти 6 лет (или 13 лет) он не утратил ностальгии по своём народе. Однажды ночью в полнолуние 1840 года, по некоторым данным, в возрасте 22 лет, молодой Мариано Росас сел на лучших лошадей и сбежал, прихватив с собой большое стадо. Он вернулся в Леубуко на короткое время, когда Мариано Росас получил королевский подарок от своего крестного отца Хуана Мануэля де Росаса.

В его состав входили двести кобыл, пятьдесят коров и десять быков одношерстной породы, два табуна вороных чалых лошадей с темнокожими крестными мастями, полный набор инструментов со множеством серебряных изделий, несколько арроб с мате и сахаром, табаком и бумагой, изысканная одежда, форма полковника и множество красных значков.— Лусио В. Мансилья.
Мансилья переписал письмо Хуана Мануэля де Росаса к своему крестнику, которое он сопроводил подарком и сувенирами для Пайнэ. В письме он написал, что не сердится из-за побега, но что Мариано должен был избавить его „от неудовольствия не знать, что произошло“. Он также пригласил его в гости. Но Мариано, посоветовавшись с „гадальщиками“, поклялся никогда не покидать родину. Он сохранил свое христианское имя даже в подписях, он выказал вечную и публичную благодарность своему крестному отцу, но он не отказался от своего языка и родного города. Даже когда оспа уничтожила его племя и правительство предложило переселить их.
Его крестный отец Хуан Мануэль де Росас потерпел поражение в битве при Касеросе 3 февраля 1852 года.
Отец Мариано Росаса, вождь Пайн Гуор, погиб в 1844 году (он случайно взорвал гранату, брошенную аргентинской армией). Ему наследовал его старший сын Кальваин Гуор. Однако в 1858 году Кальваину был убит в результате нападения. Затем его преемником на посту лидера всех Ранкелес стал Пангитрус Гуор. Он принял на себя высшее руководство вождеством — он принадлежал к династии лис, самой престижной, — а рядом с ним стояли два других великих вождя: Байгоррита и Рамон эль Платеро. Он был великим лидером в войне против белых, гостеприимным по отношению к унитарианским и федеральным семьям. Ему также удалось договориться о длительных периодах мира, в течение которых он поощрял развитие сельского хозяйства и животноводства.
Как вождь он был очень разборчив, так как использовал свое индейское имя Мариано Росас и одевался как индейский гаучо. Он считал себя „аргентинцем и федералистом“ — сторонником Хуана Мануэля де Росаса — и в своей столице Леубуко давал убежище всем желающим.
У Мариано Росаса было несколько детей: Эпумер, Вайкинер, Амунао, Линкольн, Дугинао и Пьютрин.
Хотя в начале своего правления касиком он совершил несколько набегов на деревни в провинциях Мендоса, Сан-Луис и Кордова, в целом он провел долгий и процветающий период мира с белыми.
В первых числах апреля 1870 года его на десять дней посетил полковник Лусио Викторио Мансилья, а также несколько почти безоружных людей и несколько монахов-францисканцев, которые прибыли из Форта Сармьенто (нынешний аргентинский город Рио-Куарто) в 18-дневную мирную экспедицию, чтобы предложить мирный договор. Через месяц после мирной экспедиции Мансилья опубликовал эту историю под названием „Поездка к индейцам племени Ранкель“. Автор посвятил многие страницы романа Мариано Росасу:

Никто не умеет так, как он, участвовать в бою быков, танцевать на канате или держать жеребенка за повод. Длинные, прямые, черные волосы, уже покрытые снегом, падают на ее плечи и украшают ее чистый лоб, изрезанный горизонтальными морщинами.
Лусио В. Мансилья, в книге „Поездка к индейцам племени Ранкель“

## Смерть
Мариано Росас скончался от оспы в Леубуко 18 августа 1877 года. Чтобы сопровождать его на похоронах, были убиты три его лучших лошади и кобыла. Похоронные почести, устроенные его народом, были столь пышными, что о них было написано в газете La Mañana del Sur города Буэнос-Айреса. Его преемником стал его младший брат Эпумер (1820—1886).
В 1879 году полковник Эдуардо Раседо обнаружил могилу Мариано Росаса в Леубуко, осквернил его могилу и похитил его череп и кости. Только 22 июня 2001 года его голова была возвращена на прежнее место. В Ла-Плате (провинция Буэнос-Айрес) состоялась церемония, в ходе которой останки вождя были возвращены его потомкам во главе с Адольфо Росасом (внуком Мариано Росаса) и общине. В 137-ю годовщину со дня смерти останки Мариано Росаса были перенесены в провинцию Ла-Пампа. По прибытии в Викторику их на лошадях отвезли в Леубуко. го череп, который был осквернен и затем использовался как экспонат в музее Ла-Платы, был захоронен под местом захоронения в Леубуко.